# Vuohisaari (ö i Päijänne-Tavastland, Lahtis, lat 61,06, long 25,62)
Vuohisaari är en ö i Finland. Den ligger i sjön Vesijärvi och i kommunen Hollola i den ekonomiska regionen  Lahtis ekonomiska region  och landskapet Päijänne-Tavastland, i den södra delen av landet, 110 km norr om huvudstaden Helsingfors. Öns area är 6 hektar och dess största längd är 450 meter i nord-sydlig riktning.